# Central Térmica de Badalona-Sant Adrià
A Central Térmica de Badalona -Sant Adrià está localizada na Catalunha, no território dos municípios de Badalone e Sant Adrià del Besòs, às margens do Mar Mediterrâneo.
Conhecidas como as Três Chaminés de Barcelona (em catalão : Tres Xemeneies de Barcelona ), ela se tornou um ícone brutalista da paisagem urbana da Área Metropolitana de Barcelona.
A área ocupada por esta planta é de 115 000 m2. Pertence à empresa Fecsa - Endesa.

## Combustíveis
Esta planta pode usar petróleo ou gás natural como combustível. O óleo combustível chega à usina graças a caminhões de 25 toneladas que são aquecidos a 50 °C porque o óleo deve estar quente para poder ser bombeado. É armazenado em quatro tanques com capacidade total de 100 000 m3. Nos tanques, o óleo combustível é mantido a 50 ° C. O gás natural chega à usina por meio de um gasoduto.

## As diferentes partes da planta
Esta central, com uma potência total superior a 1 400 MW  (não sabemos a potência de duas chaminés : sem estas duas chaminés a potência da central é de 1 394 MW) consta de vários edifícios. Abaixo estão descritas três grandes chaminés da usina, depois as chaminés Badalone I - Badalone II, duas chaminés menores e depois outros edifícios.

## As Três Chaminés

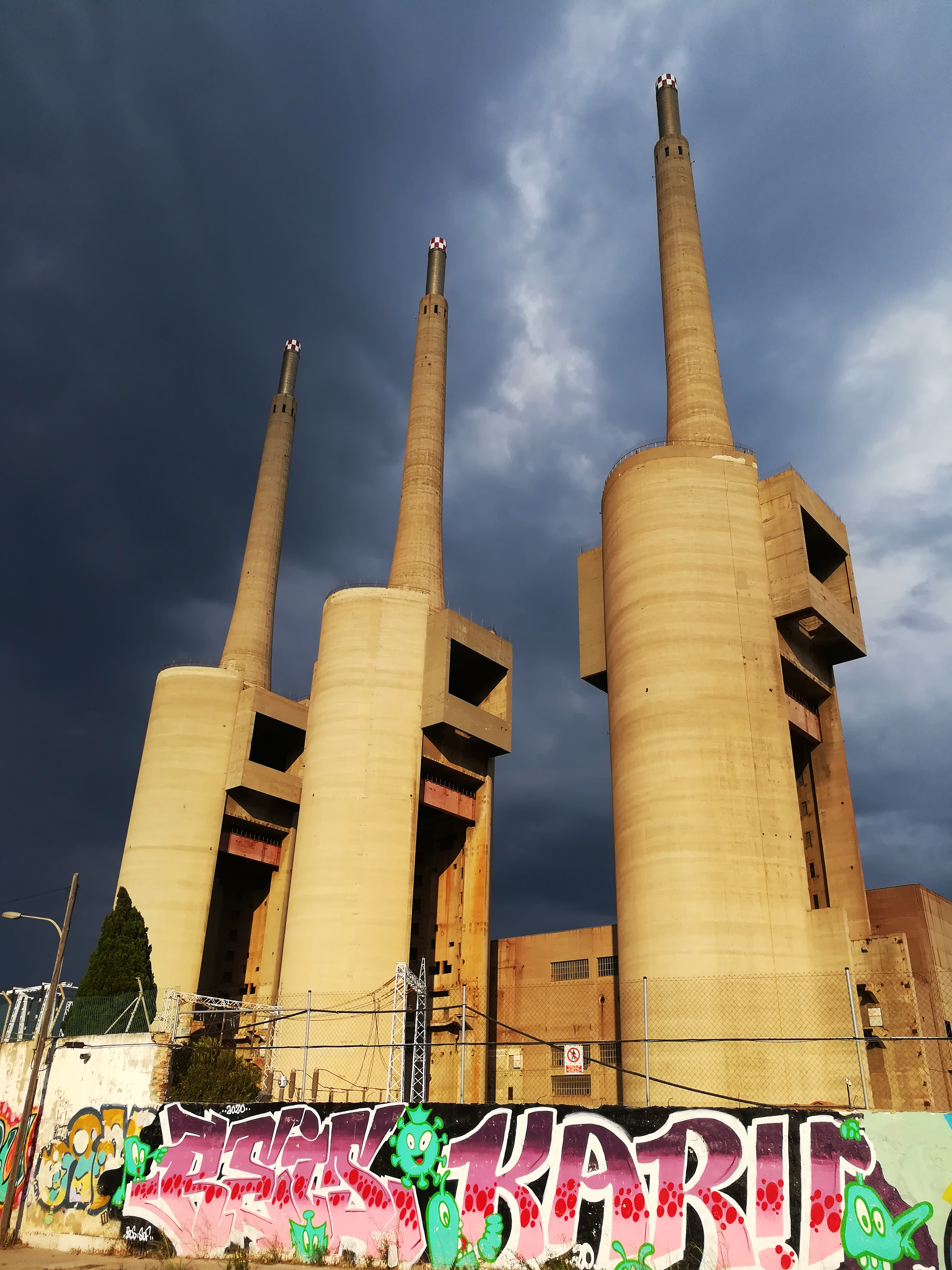
As Três Chaminés

### Descrição
As três chaminés são usadas para evacuar os resíduos da combustão de três caldeiras que acionam três turbinas que produzem cada uma até 350 MW , dando uma potência total de 1 050 MW  de eletricidade. Eles foram construídos em 1972 e são compostos de várias edifícios. O primeiro bloco entrou em serviço em 1973, o segundo em 1974 e o terceiro em 1976. Eles funcionam com gás natural e óleo combustível. Atualmente, apenas os blocos I e III são utilizados.
As chaminés têm 200 metros de altura, por isso são visíveis a quilômetros de distância, você pode vê-las quando chega a Barcelona por rodovia ou avião. Eles são, portanto, o símbolo visual de Badalona e Sant Adrià del Besòs. Eles têm uma forma única para chaminés, pois cada um consiste em um edifício de caldeira 90 metros de altura, no qual há uma chaminé 110 metros (ver fotos). Atrás dos três blocos há um prédio de turbinas 170 metros de comprimento e 30 metros de altura. Entre os blocos 1 e 2, existe um prédio que é a sala de controle da usina. Mede 23,65 metros de altura.
Estas chaminés estão entre os edifícios mais impressionantes da Catalunha (mesmo na Espanha) por sua grandeza (o 5º edifício mais alto da Espanha).

### Acesso
Para subir ao topo destas chaminés, é preciso entrar no edifício das turbinas, subir escadas. Então, você tem que pegar um elevador que sobe até 71 metros de altura a uma velocidade de 6,5 m/s. A esta altura, as três chaminés estão ligadas por passadiços que permitem a passagem de uma chaminé para a outra. Para poder ir mais alto , é preciso subir escadas que levam a 90 metros de altura. Então, você tem que subir uma escada de 110 metros para poder atingir os 200 metros de altura dessas chaminés.

## Badalona I - Badalona II
São duas chaminés que produzem 344 MW  (cada uma produz 172 MW). Eles foram construídos por volta de 1965/1967. Eles são compostos de vários edifícios. Esses dois blocos, Badalona I e Badalona II, funcionam com óleo combustível. Atualmente, eles não são mais usados.
Estas chaminés medem aproximadamente 87 metros. Como Les Tres Xemeneies, essas chaminés têm uma forma única porque cada uma consiste em um edifício 80 metros no qual há uma pequena chaminé 7 metros. No topo do bloco  (80 m) está uma antena 7 metros. E no topo do bloco oeste, está escrito Fecsa em letras amarelas douradas gigantes. Com 65 metros de altura, uma passarela conecta as chaminés entre si.
Atrás desses blocos (ao sul) está um prédio (provavelmente um prédio de turbinas) 180 metros de comprimento e 25 metros de altura. 80 metros a leste dos Blocos Badalona I e II é uma torre 43 metros que está ligada ao edifício 180 metros de comprimento. Em sua parede sul, está escrito Fecsa em letras brancas gigantes.
As chaminés Badalone I e II são muito impressionantes com sua forma maciça , mas são menos impressionantes do que Les Tres Xemeneies.

## As duas chaminés
Eles foram construídos com pequenos tijolos. Não sabemos quantos megawatts eles podem produzir. Atualmente, eles estão sem uso.
Essas duas chaminés estão localizadas entre as chaminés Badalona I-II e a torre 43 metros mencionada um pouco acima. Na base da chaminé mais a leste está escrita uma data : 4/6/71. Provavelmente a data do fim da construção destas duas chaminés. Medem 60 metros, em cada chaminé, uma escada permite subir até o topo.

## Outros

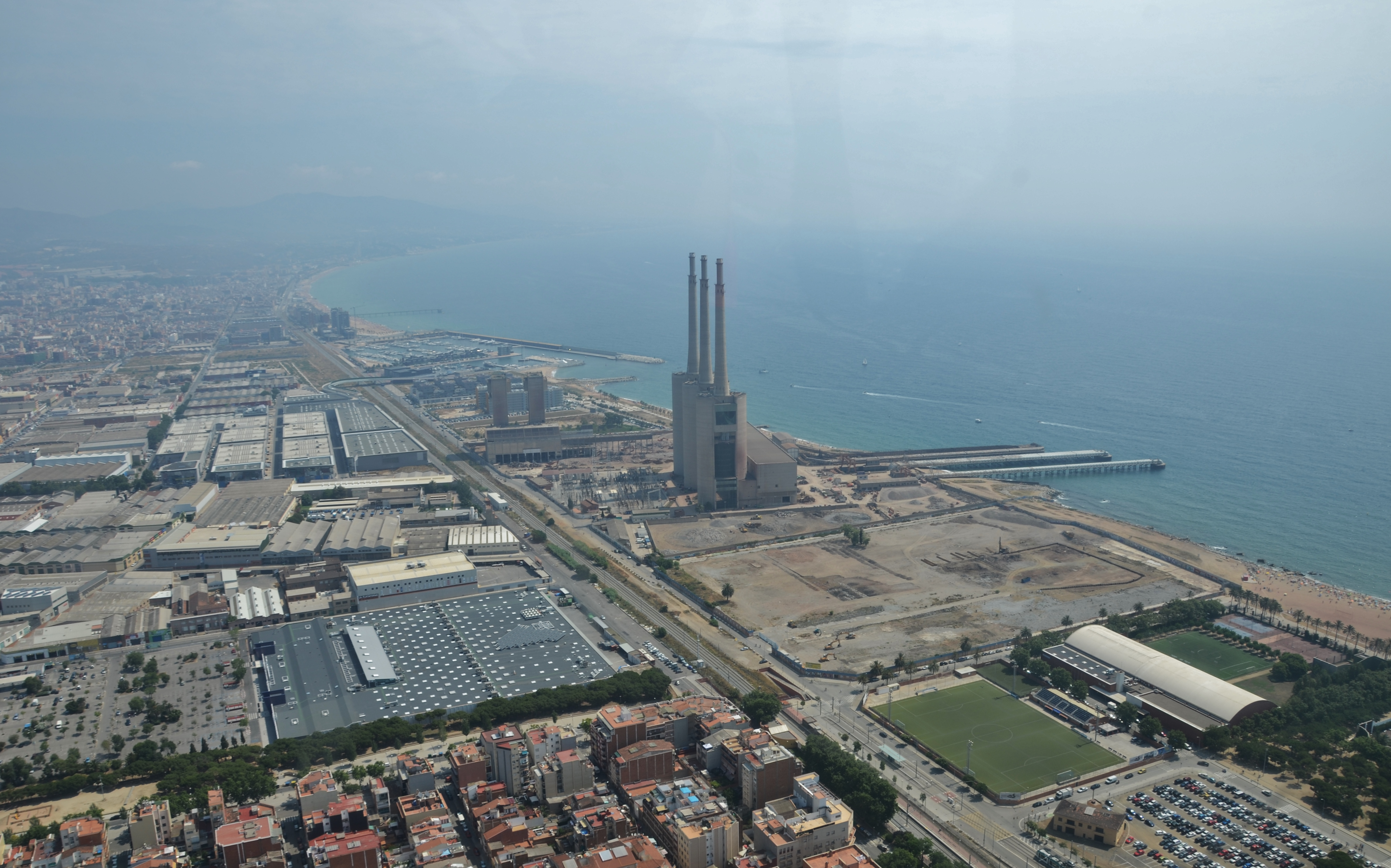
Vista aérea do local

### Cisternas
Na usina Badalona-Sant Adrià, quatro grandes tanques são usados para armazenar o óleo combustível. Aqui está a capacidade destas cisternas com 15 metros de altura :
- Cisterna 1 : 35 000 m3
- Cisterna 2 : 14 000 m3
- Cisterna 3 : 18 000 m3
- Cisterna 4 : 33 000 m3

### Os tubos
Existem enormes tubos 2 metros de diâmetro, que têm 250 metros de comprimento e desaguam no mar. Eles sugam a água que é usada para resfriar a planta.

## O futuro da fábrica
Em 1 de janeiro de 2010, a usina deve parar de operar. Um referendo será realizado sobre a manutenção ou não da usina. Se for preservado, certamente haverá um mirante público ou um museu nas chaminés. Há muitos planos para o futuro da fábrica. Muitos jornais e associações apoiam a preservação da planta, que é um símbolo da indústria na Catalunha e faz parte do horizonte da região de Barcelona.